# Zāvoleh-ye Soflá
Zāvoleh-ye Soflá (persiska: زاوله سفلی) är en ort i Iran.   Den ligger i provinsen Kermanshah, i den västra delen av landet, 500 km väster om huvudstaden Teheran. Zāvoleh-ye Soflá ligger 1 440 meter över havet och antalet invånare är 146.
Terrängen runt Zāvoleh-ye Soflá är kuperad åt nordväst, men åt sydost är den platt. Runt Zāvoleh-ye Soflá är det ganska tätbefolkat, med 60 invånare per kvadratkilometer. Närmaste större samhälle är Dūshmīān, 7,5 km nordväst om Zāvoleh-ye Soflá. Omgivningarna runt Zāvoleh-ye Soflá är i huvudsak ett öppet busklandskap.